# Nine Lives (에어로스미스의 음반)
| 전문가 평가          | 전문가 평가 |
| 평가 점수            | 평가 점수   |
| 출처                 | 점수        |
| -------------------- | ----------- |
| AllMusic             | [ 1 ]       |
| Entertainment Weekly | B−          |
| Robert Christgau     | [ 3 ]       |
| Rolling Stone        | [ 4 ]       |

《Nine Lives》는 1997년 3월 18일에 발매된 미국의 하드 록 밴드 에어로스미스의 열두 번째 스튜디오 음반이다. 이 음반은 에어로스미스와 케빈 셜리가 프로듀싱했으며 1982년 《Rock in a Hard Place》 이후 컬럼비아 레코드가 발표한 첫 번째 스튜디오 음반이었다. 이 음반은 빌보드 200에서 1위로 정점을 찍었다. 이 음반의 싱글 음반 중 하나인 〈Pink〉는 보컬과 듀오 또는 그룹이 수여하는 그래미 어워드를 수상했다. 《Music from Another Dimension!》까지 《Nine Lives》는 총 트랙 타임 62분을 가진 이전의 《Get a Grip》과 밀접하게 동률을 이루며 그들의 가장 긴 음반이었다.

## 제작
초기 녹음은 플로리다주 마이애미에 있는 크리테리 스튜디오에서 이루어졌으며, 그곳에서 밴드는 프로듀서 글렌 발라드와 함께 작업했다. 스티븐 타일러와 발라드는 〈Falling in Love (Is Hard on the Knees)〉, 〈Taste of India〉, 〈Pink〉의 가사를 공동 작곡했다. 데스몬드 차일드와 테일러 로즈를 포함한 다른 협력자들은 타일러와 기타리스트 조 페리와 함께 곡을 썼다. 차일드는 이전에 에어로스미스와 함께 〈Angel〉, 〈Crazy〉, 〈Dude (Looks like a Lady)〉 등의 히트곡을 작업한 바 있다.
리허설을 불과 일주일 앞두고, 드러머 조이 크레이머는 우울증을 앓았고, 몇 년 전 아버지의 죽음을 슬퍼했다. 크레이머가 자리를 비우자 밴드가 해체될 것이라는 소문이 돌기 시작했다. 스티브 페론은 크레이머가 돌아올 수 있을 때까지 드럼을 연주하기 위해 데려왔다. "저는 에어로스미스에서 테이블에 무엇을 가져다 놓는지에 대한 멋진 관점을 가지고 돌아왔습니다"라고 크레이머는 회상했다. "그것은 저에게 건강했습니다. 사람들이 트랙을 듣고 부정적인 말을 하고 밴드의 소리가 같지 않다고 말했기 때문에 우리는 결국 재녹음을 하게 되었습니다."

## 커버 아트
《Nine Lives》의 책자에는 음반 삽화 (커버 포함) 12점이 수록돼 있다. 각각의 그림은 그 안에 이전 그림의 작은 버전을 포함하고 있다. 마지막 그림은 첫 번째에 포함되어 무한 루프를 만들고 있는데, 슈테판 자그마이스터가 디자인했다.

### 논란
A.C. 박티베단타 스와미 프라부파다의 책에 있는 그림에서 영감을 받은 오리지널 커버 아트는 뱀의 악마인 칼리야의 머리 위에서 춤추는 크리슈나(고양이의 머리와 여자의 가슴을 가진)를 특징으로 했다. 힌두교 공동체는 그 삽화가 불쾌하다고 느끼면서 항의했다. 이 밴드는 이 삽회의 출처를 알지 못했고 음반 회사는 사과했고, 다음 프린트는 커버와 책자에서 삽화를 삭제하는 것으로 이어졌다. 새 커버에는 서커스용 칼자루에 묶인 고양이가 그려져 있었다.

## 곡 목록
| #  | 제목                                       | 작사·작곡                               | 재생 시간 |
| -- | ------------------------------------------ | --------------------------------------- | --------- |
| 1. | 〈Nine Lives〉                             | 스티븐 타일러, 조 페리, 마티 프레데릭센 | 4:01      |
| 2. | 〈Falling in Love (Is Hard on the Knees)〉 | 타일러, 페리, 글렌 발라드               | 3:26      |
| 3. | 〈Hole in My Soul〉                        | 타일러, 페리, 데스몬드 차일드           | 6:10      |
| 4. | 〈Taste of India〉                         | 타일러, 페리, 발라드                    | 5:53      |

| #  | 제목                       | 작사·작곡                                | 재생 시간 |
| -- | -------------------------- | ---------------------------------------- | --------- |
| 5. | 〈Full Circle〉            | 타일러, 테일러 로데스                    | 5:01      |
| 6. | 〈Something's Gotta Give〉 | 타일러, 페리, 프레데릭센                 | 3:37      |
| 7. | 〈Ain't That a Bitch〉     | 타일러, 페리, 차일드                     | 5:25      |
| 8. | 〈The Farm〉               | 타일러, 페리, 마크 허드슨, 스티브 두다스 | 4:27      |

| #   | 제목                        | 작사·작곡                         | 재생 시간 |
| --- | --------------------------- | --------------------------------- | --------- |
| 9.  | 〈Crash〉                   | 타일러, 페리, 허드슨, 도미닉 밀러 | 4:26      |
| 10. | 〈Kiss Your Past Good-Bye〉 | 타일러, 허드슨                    | 4:32      |
| 11. | 〈Pink〉                    | 타일러, 리처드 수파, 발라드       | 3:55      |

| #   | 제목                    | 작사·작곡                | 재생 시간 |
| --- | ----------------------- | ------------------------ | --------- |
| 12. | 〈Attitude Adjustment〉 | 타일러, 페리, 프레데릭센 | 3:45      |
| 13. | 〈Fallen Angels〉       | 타일러, 페리, 수파       | 8:16      |

| #   | 제목                             | 작사·작곡                | 재생 시간 |
| --- | -------------------------------- | ------------------------ | --------- |
| 12. | 〈Falling Off〉                  | 타일러, 페리, 프레데릭센 | 3:02      |
| 13. | 〈Attitude Adjustment〉          | 타일러, 페리, 프레데릭센 | 3:45      |
| 14. | 〈Fallen Angels〉                | 타일러, 페리, 수파       | 8:16      |
| 15. | 〈I Don't Want to Miss a Thing〉 | 다이앤 워런              | 4:56      |

## 인증
| 국가                                                  | 인증        | 판매량/출하량 |
| ----------------------------------------------------- | ----------- | ------------- |
| 아르헨티나 (CAPIF)                                    | 플래티넘    | 60,000^       |
| 오스트리아 (IFPI 오스트리아)                          | 골드        | 25,000*       |
| 브라질 (Pro-Música Brasil)                            | 플래티넘    | 250,000*      |
| 캐나다 (뮤직 캐나다)                                  | 3× 플래티넘 | 300,000^      |
| 핀란드 (Musiikkituottajat)                            | 골드        | 27,903        |
| 독일 (BVMI)                                           | 골드        | 250,000^      |
| 일본 (RIAJ)                                           | 3× 플래티넘 | 600,000^      |
| 폴란드 (ZPAV)                                         | 골드        | 0*            |
| 스페인 (PROMUSICAE)                                   | 골드        | 50,000^       |
| 스위스 (IFPI 스위스)                                  | 플래티넘    | 50,000^       |
| 영국 (BPI)                                            | 골드        | 100,000^      |
| 미국 (RIAA)                                           | 2× 플래티넘 | 2,000,000^    |
| 우루과이 (CUD)                                        | 골드        | 3,000         |
| 요약                                                  |             |               |
| 유럽 (IFPI)                                           | 플래티넘    | 1,000,000*    |
| *판매량을 기반으로 한 인증 ^출하량을 기반으로 한 인증 |             |               |